# 亞歷山大·杜布林德
亞歷山大·杜布林德（德語：Alexander Dobrindt，1970年6月7日—），出生在巴伐利亞。現任聯邦內政部長，是德國的一位政治家。他所屬的政黨是基督教社會聯盟。
2002年開始，他是德國國會的議員。自2025年開始，他擔任聯邦內政部長職務。